# لوک اونیل (بازیکن فوتبال)
لوک اونیل (انگلیسی: Luke O'Neill؛ زادهٔ ۲۰ اوت ۱۹۹۱ بازیکن فوتبال اهل بریتانیا است.
از باشگاه‌هایی که در آن بازی کرده است می‌توان به باشگاه فوتبال اسکانتورپ یونایتد، باشگاه فوتبال منزفیلد تاون، باشگاه فوتبال ترانمره راورز، باشگاه فوتبال ساوتند یونایتد، باشگاه فوتبال لستر سیتی، باشگاه فوتبال برنلی، باشگاه فوتبال یورک سیتی، باشگاه فوتبال کترینگ تاون، و باشگاه فوتبال لیتون اورینت اشاره کرد.
وی همچنین در تیم ملی فوتبال زیر ۱۷ سال انگلستان بازی کرده است.